# Rejon nedryhajliwski
Rejon nedryhajliwski – jednostka administracyjna wchodząca w skład obwodu sumskiego Ukrainy.
Rejon utworzony w 1923, ma powierzchnię 1025 km². Siedzibą władz rejonu jest Nedryhajliw.
Na terenie rejonu znajdują się 2 osiedlowe rady i 17 rad wiejskich, obejmujących w sumie 95 wsi i 2 osady.